# Вероятность перехода
Вероятностью перехода называется вероятность квантовой системы перейти из одного стационарного состояния в другое стационарное состояние под воздействием какого-либо возмущения.
В теории возмущений вероятность перехода даётся формулой:
{\displaystyle w_{fi}={\frac {1}{\hbar ^{2}}}\left|\int _{-\infty }^{+\infty }V_{fi}(t)e^{i\omega _{fi}t}dt\right|^{2}}
где {\displaystyle i} и {\displaystyle f} - начальное {\displaystyle |i\rangle } и конечное {\displaystyle |f\rangle } состояния системы,
{\displaystyle V_{fi}(t)\ } - матричный элемент оператора возмущения {\displaystyle \langle f|{\hat {V}}(t)|i\rangle \ },
{\displaystyle \omega _{fi}\ } - 
разность энергий двух стационарных состояний {\displaystyle (E_{f}-E_{i})/\hbar \ }.
Вышеуказанная формула справедлива в первом порядке теории возмущений, т.е. когда 
{\displaystyle V_{fi}\ll \hbar \omega _{fi}\ }. Предполагается что возмущение {\displaystyle {\hat {V}}\ } затухает при 
{\displaystyle t\to \pm \infty \ }. Для определения вероятности перехода на конечный момент времени {\displaystyle t\ } надо положить верхний предел интеграла равным {\displaystyle t\ }, что эквивалентно выключению взаимодействия в этот момент времени.
Важным случаем является переход под воздействием периодического возмущения частоты {\displaystyle \omega \ }: {\displaystyle V_{fi}(t)={\tilde {V}}_{fi}e^{-i\omega t}\ }. Считая включение потенциала экспоненциальным {\displaystyle V_{fi}(t)={\tilde {V}}_{fi}e^{-i\omega t+\lambda t}\ } , находим:
{\displaystyle w_{fi}(t)={\frac {1}{\hbar ^{2}}}\left|\int _{-\infty }^{t}{\tilde {V}}_{fi}e^{i(\omega _{fi}-\omega )t+\lambda t}dt\right|^{2}={\frac {1}{\hbar ^{2}}}\left|{\tilde {V}}_{fi}\right|^{2}{\frac {e^{2\lambda t}}{(\omega _{fi}-\omega )^{2}+\lambda ^{2}}}}
Откуда в адиабатическом пределе {\displaystyle \lambda \to 0\ } для вероятности перехода в единицу времени получаем:
{\displaystyle {\frac {d}{dt}}w_{fi}(t)={\frac {2\pi }{\hbar ^{2}}}\left|{\tilde {V}}_{fi}\right|^{2}\delta (\omega _{fi}-\omega )}
Данный результат тесно связан с золотым правилом Ферми, которое получается суммированием по конечным состояниям  {\displaystyle f\ }, (полагая также {\displaystyle \omega =0\ }).